# 光碟櫃
光碟櫃是一個能夠自動載入和送出光碟（包括CD、DVD、超密度光碟、藍光光碟等）的機械儲存裝置，並作為能夠提供兆位元組至拍字節的三級電腦資料存貯器，像TeraStack Solution的光碟櫃便能儲存142TB的在線和隨機存取資料。光碟數據通常錄寫在寫一次讀多次型光碟，如此一來檔案將不能被刪除或更改。
雖然在2010年代之後，個人電腦已減少光碟機的使用，但對於需冷儲存大量資料的企業或政府等組織，光碟櫃仍是常用的儲存裝置。

## 另見
- 磁帶櫃
- 硬碟櫃

## 外部連結
- DISC Archiving Systems – BD Series（页面存档备份，存于） (former NSM GmbH)
- HIE Electronics – TBYTe Optical Data Storage Product
- LAT-Cube (Media jukebox made specifically for libraries)
- StorageQuest Inc.（页面存档备份，存于） (Optical library management software)